# سگ‌های انباری
سگ‌های انباری (انگلیسی: Reservoir Dogs) فیلم جنایی آمریکایی محصول ۱۹۹۲ به نویسندگی و کارگردانی کوئنتین تارانتینو است. در این فیلم هاروی کایتل، تیم راث، کریس پن، استیو بوشمی، لارنس تیرنی، مایکل مدسن، تارانتینو و ادوارد بانکر نقش سارقان الماسی را ایفا می‌کنند که سرقت آن‌ها از جواهر فروشی به خوبی پیش نمی‌رود. همچنین کرک بالتز، رندی بروکس و استیون رایت در نقش‌های مکمل حضور دارند. این فیلم دربرگیرندهٔ بسیاری از مضامینی هست که به مشخصهٔ کارهای تارانتینو تبدیل شده‌اند: جرائم خشن، ارجاعات به فرهنگ مردمی، ناسزاگویی، و روایت غیرخطی.
سگ‌های انباری را نمونه‌ای از فیلم مستقل و فیلم کالت دانسته‌اند و از سوی مجلهٔ امپایر «برترین فیلم مستقل تاریخ» نام گرفت. به رغم آنکه سگ‌های انباری نخست بابت نمایش خشونت و استفاده زیاد از فحاشی بحث‌برانگیز بود، این فیلم عموماً مورد استقبال قرار گرفت و بسیاری از منتقدان، گروه بازیگران را ستایش کردند. علی‌رغم اینکه این فیلم طی اکران خود به‌شدت تبلیغ نشد، پس از فروش ۲٫۸ میلیون دلاری در برابر بودجهٔ ناچیز خود، به موفقیت نسبتاً کمی در ایالات متحده دست یافت. سگ‌های انباری پس از موفقیت فیلم بعدی تارانتینو، داستان عامه‌پسند (۱۹۹۴)، به محبوبیت بیشتری دست یافت.

## خلاصه داستان
هشت مرد دور میز صبحانه در یک رستوران جمع شده‌اند و نقشه سرقت از یک فروشگاه جواهرات با محموله الماس را می‌کشند. رئیس گروه، جو کابوت، شش دزد حرفه‌ای که یکدیگر را نمی‌شناسند، جمع می‌کند. جو و پسرش، «ادّی خوش‌برخورد» کابوت، سال‌هاست که برخی اعضا را می‌شناسند، اما بقیه اعضا برای حفظ هویت‌شان از اسم مستعار استفاده می‌کنند: آقای وایت، جنایتکاری حرفه‌ای؛ آقای بلوند، خلافکاری خون‌سرد و بی‌رحم؛ آقای اورنج، قاچاقچی مشهور مواد مخدر؛ آقای پینک، آدمی مضطرب و بدبین؛ آقای براون، فیلسوف خودخوانده؛ و آقای بلو، شخصیتی آرام و متعادل.
در جریان سرقت، پس از آنکه آقای بلوند بی‌هدف به مردم تیراندازی می‌کند، زنگ خطر به صدا درمی‌آید و پلیس خیلی زود می‌رسد. آقای پینک که در حال فرار است، ماشینی را می‌رباید و در تیراندازی چند افسر پلیس را می‌کشد. آقای وایت هم با شلیک به پلیس‌هایی که در تعقیب هستند، همراه با آقای اورنج که هنگام سرقت ماشین طبق دستور وایت زخمی شده، فرار می‌کند. اورنج با ضربه به شکم شدیداً خونریزی می‌کند و در صندلی عقب خودروی وایت به‌سر می‌برد. با اینکه اورنج به وایت التماس می‌کند تا او را به بیمارستان برساند، وایت اصرار دارد که زخم او کشنده نیست. آنها در مخفیگاه انبار به پینک ملحق می‌شوند، که خبر می‌دهد الماس‌ها را مخفی کرده است. پینک معتقد است که کل این عملیات یک دام بوده و پلیس برای کمین آماده بوده است. وایت به پینک می‌گوید که آقای براون مرده، آقای بلو و بلوند ناپدید شده‌اند، و بلوند—که فردی خطرناک و بی‌ثبات است—در طی سرقت چند نفر از مردم را کشته است. وایت از اینکه جو، دوست قدیمی‌اش، بلوند را که به نظر او روانی است به کار گرفته، بسیار عصبانی است. پینک و وایت بر سر رساندن اورنج به پزشک اختلاف دارند و هر دو اسلحه به طرف هم می‌گیرند، اما با ورود بلوند با پلیس ربوده‌شده ماروین نش، تنش فروکش می‌کند.
در خاطرات گذشته، پس از آزادی بلوند از زندان چهار ساله، او با خانواده کابوت ملاقات می‌کند. برای اینکه بلوند اسم جو را به پلیس نداده، به او شغلی بی‌دردسر و بدون حضور واقعی می‌دهند. با این حال، بلوند می‌خواهد به «کار واقعی» بازگردد و به همین دلیل برای سرقت استخدام می‌شود.
در حال حاضر، وایت و پینک شروع به شکنجه ماروین نش برای گرفتن اطلاعات می‌کنند. ادّی می‌آید و آنها را مجبور می‌کند با او برای رها کردن خودروهای فرار بروند، و بلوند را مسئول نگهداری نش و اورنج بی‌هوش می‌گذارد. نش از قبل از این نقشه خبر ندارد، اما بلوند شکنجه را ادامه می‌دهد و با تیغ صورت نش را زخمی می‌کند و گوشش را قطع می‌کند، در حالی که رادیو آهنگ «گیر کرده در وسط تو» را پخش می‌کند. وقتی بلوند می‌خواهد نش را به آتش بکشد، اورنج اسلحه‌اش را بیرون می‌آورد و بلوند را می‌کشد. اورنج به نش اعتراف می‌کند که مأمور مخفی پلیس است و می‌گوید پلیس وقتی جو به انبار بیاید، می‌رسد. نش می‌گوید که اورنج را شناخته و در زمان شکنجه او را پوشش داده است. در صحنه‌های گذشته، نشان داده می‌شود که چگونه اورنج اعتماد جو و وایت را جلب کرده و ارتباط خوبی با تیم برقرار کرده است.
وقتی ادّی، پینک و وایت برمی‌گردند، اورنج تلاش می‌کند به آنها بفهماند که بلوند قصد داشت همه را بکشد و الماس‌ها را برای خودش بردارد. ادّی نش را می‌کشد و اورنج را به دروغگویی متهم می‌کند، چون بلوند به پدرش وفادار بوده است. جو می‌رسد و خبر می‌دهد که پلیس بلو را کشته است. جو که به اورنج شک کرده که عامل خیانت و دام است، قصد دارد او را اعدام کند، اما وایت جلو می‌آید و جو را با اسلحه تهدید می‌کند و می‌گوید اورنج پلیس نیست. ادّی به طرف وایت اسلحه می‌کشد و سه نفر در یک بن‌بست مسلحانه قرار می‌گیرند. هر سه شلیک می‌کنند؛ ادّی و جو کشته می‌شوند، و وایت و اورنج زخمی می‌شوند.
پینک با الماس‌ها فرار می‌کند، اما صدای تصادف و تیراندازی بیرون شنیده می‌شود. وایت که اورنج را در آغوش گرفته و در حال جان دادن است، اعتراف می‌کند که مأمور پلیس است. وایت اسلحه‌اش را به سر اورنج می‌چسباند. پلیس‌ها به انبار حمله کرده و دستور می‌دهند وایت اسلحه‌اش را زمین بگذارد. بعد از اینکه وایت اورنج را می‌کشد، خودش نیز توسط پلیس کشته می‌شود.

## بازیگران

### شش سارق اصلی
- هاروی کایتل/لری، در نقش آقای سفید. لیدر گروه، دارای سابقه دوستی قدیمی با جو.
- تیم راث /فردی، در نقش آقای نارنجی.
- استیو بوشمی در نقش آقای صورتی.
- مایکل مدسن در نقش آقای بلوند. از معتمدان جو، یک گنگستر مبتلا به سادیسم و خشونت. شخصیت آقای بلوند در فیلم نام اصلی Vic Vega (ویک وگا) را دارد که این شخصیت برادر شخصیتی به نام وینسنت وگا در فیلم داستان عامه پسند است.
- ادوارد بانکر در نقش آقای آبی.
- کوئنتین تارانتینو در نقش آقای قهوه‌ای

### سایر
- کریس پن در نقش ادی خوشگله(Nice guy Eddy). پسر جو کبت، مسئول هماهنگی سارقین.
- لارنس تیرنی در نقش جو کبت. گنگستری که سگ‌ها را اجیر می‌کند، پدر ادی.

شخصیت‌های سگ‌های انباری - از چپ به راست: آقای بلوند، آقای قهوه‌ای، آقای سفید، ادی، جو، آقای نارنجی، آقای صورتی، آقای آبی

- کرک بالتز در نقش افسر پلیس
- رندی بروکس در نقش کاراگاه هولدوی.[۴]

## نماد فیلم
بعد از این فیلم تارانتینو یک نوع امضای بصری برای همه فیلم‌هایش با عنوان A BAND APART قرار می‌دهد. لوگوی این امضا شخصیت‌های سگ‌های انباری در صحنه اول فیلم (تصویر رو به رو) است. لازم است ذکر شود که این فیلم همچو امضایی ندارد.
البته در فیلم حرامزاده‌های لعنتی نیز A BAND APART امضا شده‌است اما دیگر از این لوگو استفاده نشده‌است.

## کتاب صوتی

جلد کتاب صوتی

نوشتار اصلی را بخوانید: سگ‌های انباری
در ۱۳ اکتبر ۱۹۹۲ موسیقی راک این فیلم با ۱۶ ترک (بخش موسیقی) بر روی کتاب صوتی رفت.